# Мышь-малютка
Мышь-малютка (лат. Micromys minutus) — вид рода мышей-малюток из семейства мышиных.

## Внешний вид
Самый мелкий из грызунов в Европе и одно из самых мелких млекопитающих на Земле (меньше неё только землеройки — крошечная бурозубка и карликовая белозубка, а также свиноносая летучая мышь из отряда рукокрылых). Длина тела 5,5—7 см, хвоста — до 6,5 см; общая длина достигает до 13 сантиметров; взрослый самец весит 7—10 граммов, а новорождённая мышка — неполный грамм. Хвост очень подвижный, хватательный, способен обвиваться вокруг стеблей и тонких сучьев; задние лапы цепкие. Окраска заметно ярче, чем у домовой мыши. Окраска спины однотонная, буровато-охристая или рыжеватая, резко отграниченная от белого или светло-серого брюшка. В отличие от других мышей мордочка у мыши-малютки тупая, укороченная, уши небольшие. Северные и западные подвиды окрашены темнее и рыжее.

## Распространение

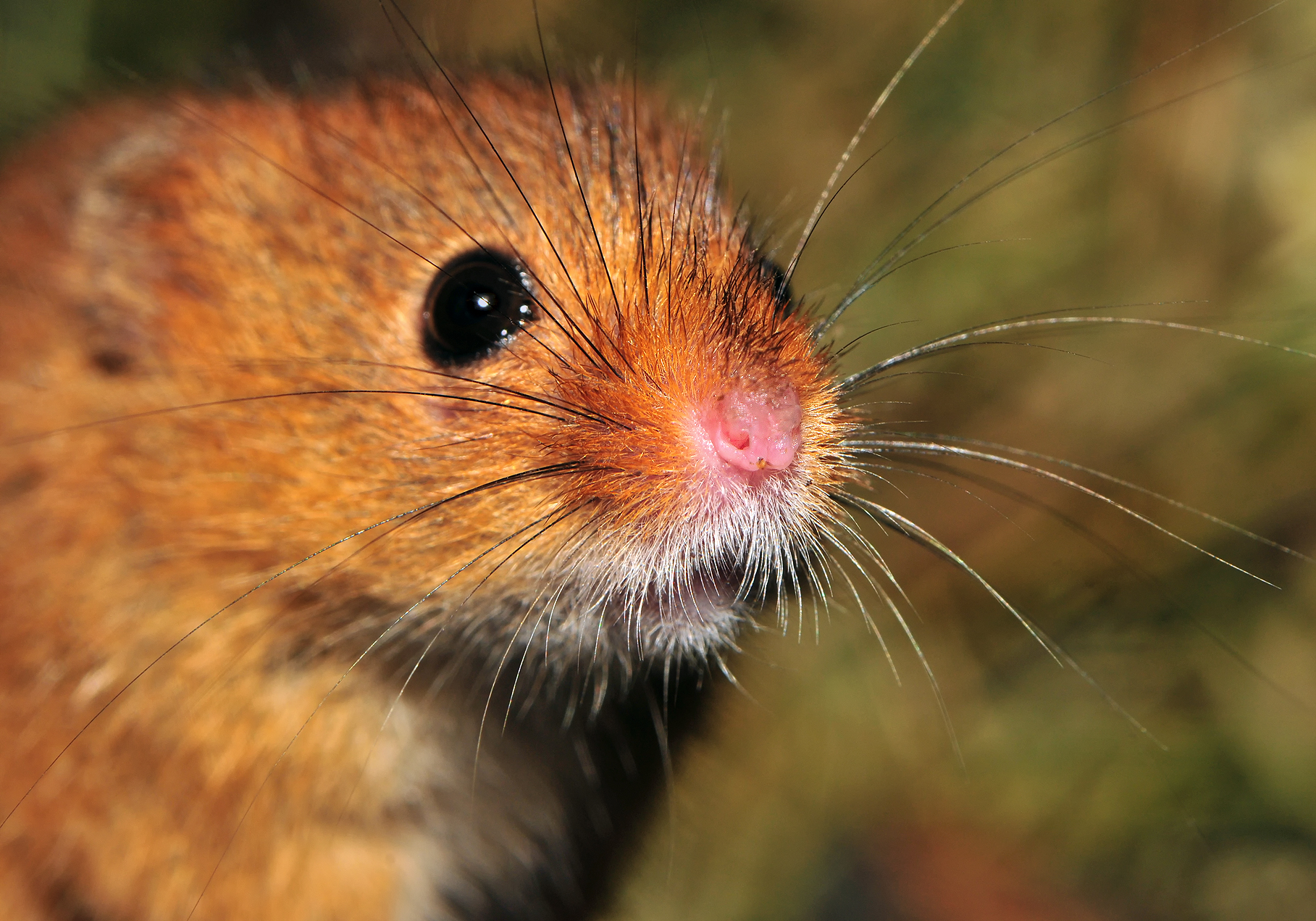
Мышь-малютка

Распространена мышь-малютка в лесной и лесостепной зонах Евразии — от северо-западной Испании до Кореи. Водится на юге Великобритании. На севере граница ареала доходит по 65° с. ш.; на юге — до Предкавказья, Казахстана, северной Монголии (Хэнтэй), Дальнего Востока. Ареал занимает также восток Китая до провинции Юньнань, Тайвань, южную Японию.
В России встречается от западных границ до Забайкалья и Приморья. Северная граница ареала идёт от побережья Балтийского моря, района Ругозера (Карелия), гг. Онега, Сыктывкар через Северный Урал, нижнее течение р. Полуй (Ямало-Ненецкий АО), Якутск на юг до Амуро-Зейского плато. Южная граница идёт по Западной (включая Закарпатье) и Южной Украине и предгорьям Большого Кавказа; по черноморскому побережью — до Кобулети, по Волге — до Астрахани. Восточнее граница проходит приблизительно по линии Уральск — оз. Кургальджин — Семипалатинск, захватывает Зайсанскую и Алакольскую котловины, Алтае-Саянскую горную страну и Забайкалье.

## Образ жизни
Мышь-малютка населяет южную часть лесной и лесостепную зону, по долинам рек проникая почти до Полярного круга. В горах поднимается до 2200 м над уровнем моря (центральная часть Большого Кавказского хребта). Предпочитает открытые и полуоткрытые местообитания с высоким травостоем. Наиболее многочисленна на высокотравных лугах, включая пойменные, на субальпийских и альпийских лугах, на сплавинах, среди редких кустарниковых зарослей, бурьянной растительности на пустошах, на залежных землях, сенокосах и межах. В Италии и Восточной Азии встречается по рисовым чекам.

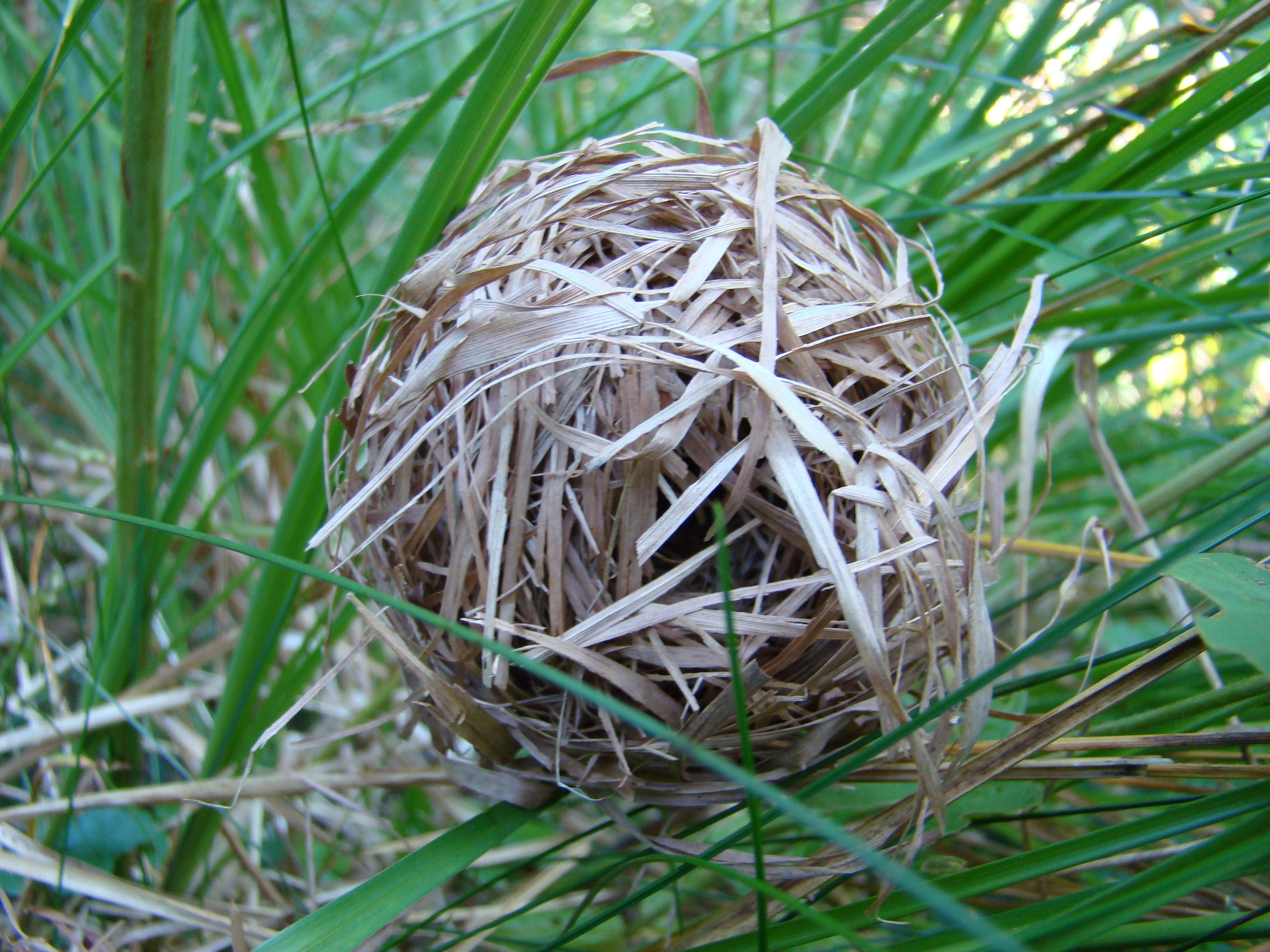
Гнездо мыши-малютки

Активность круглосуточная, прерывистая с чередованием периодов кормления и сна. Мышь-малютка чувствительна к перегреву и избегает прямых солнечных лучей. Характерная поведенческая особенность мыши-малютки — передвижение по стеблям растений в поисках корма, а также местоположение летнего гнезда. Мышь сооружает на травянистых растениях (осока, тростник) и низкорослых кустарниках круглые гнёзда диаметром 6—13 см. Гнездо располагается на высоте 40—100 см. Оно предназначено для выведения потомства и состоят из двух слоев. Наружный слой состоит из листьев того же растения, к которому крепится гнездо; внутренний — из более мягкого материала. Входа нет — каждый раз, забираясь внутрь, самка проделывает новое отверстие, а уходя, заделывает его, и так поступает, пока детёныши не станут самостоятельными. Обычные жилые гнёзда устроены проще. Осенью и зимой мыши-малютки зачастую перебираются в простые норы, в стога и скирды, порой в человеческие постройки; прокладывают подснежные траншейки. Однако в отличие от других мышей мыши-малютки в таких условиях не размножаются, принося потомство только летом в надземных гнёздах. В спячку не впадают.
Мыши-малютки слабо социальны, встречаясь парами только в период размножения или большими группами (до 5000 особей) зимой, когда грызуны скапливаются в стогах, зернохранилищах. С наступлением тепла взрослые особи становятся агрессивны по отношению друг к другу; самцы в неволе яростно дерутся.

### Питание
Питается преимущественно семенами злаков, бобовых, широколиственных древесных пород, плодами. Летом охотно поедает насекомых и их личинок. Запасов, по-видимому, не делает. Селящиеся возле полей и зернохранилищ мыши поедают зёрна хлебных злаков, овса, проса, кукурузы, подсолнечника и др. культурных растений. А также их лакомством является нектар и тычинки тюльпанов.

### Размножение
За период с апреля по сентябрь самка приносит 2—3 помёта, по 5—9 (иногда до 13) детёнышей в каждом. Для каждого выводка строится отдельное надземное гнездо. Беременность длится минимум 17—18 дней, если она совмещена с лактацией — до 21 дня. Мышата рождаются голыми, слепыми и глухими, весом 0,7—1 г, но растут и развиваются очень быстро. Прозревают на 8—10 день, к 15—16 дню покидают гнездо, а половой зрелости достигают к 35—45 дню. Молодняк первого помёта размножаются уже в год рождения.
Продолжительность жизни в природе очень мала, максимум 16—18 месяцев, тогда как большинство особей живут всего 6 месяцев. В неволе доживают до 3 лет.

## Природоохранный статус
Мышь-малютка повсеместно немногочисленна; численность сокращается из-за антропогенного преобразования природных ландшафтов. Популяции, видимо, подвержены 3-летним колебаниям. Очаги массового размножения этих грызунов имеются на Северном Кавказе и в Приморье, где они наносят некоторый вред зерновым культурам. В остальных регионах большого хозяйственного значения не имеют.
Мышь-малютка — природный носитель возбудителей клещевого энцефалита, лимфоцитарного хориоменингита, туляремии и лептоспирозов.
В неволе миролюбива, хорошо приручается. Это один из немногих видов мышей, которые хорошо подходят для комнатного содержания.

## В художественной литературе
Мышью-малюткой был заглавный герой рассказа Бианки «Мышонок Пик».